# アリス3606日 FINAL LIVE at KORAKUEN
『アリス3606日 FINAL LIVE at KORAKUEN』（アリス　3606にち ファイナル・ライブ・アット・こうらくえん）は、1981年10月にリリースされたアリスの6枚目のライブ・アルバム。

## 解説
活動休止宣言後のラスト・ツアーの最終公演である1981年8月31日・後楽園球場の模様を収録。
帯のコピーは「スタジアムは燃え尽きた!アリス3606日の軌跡をおさめた完全収録アルバム」と記されている。
LP2枚組のアルバムに加えて、スペシャルEP盤（アリス・ファイナル・メッセージ）が封入されている。

### CD化の変遷
1994年にCD化されている。CDではDISC 1にはSIDE 1とSIDE 2、DISC 2にはSIDE 3とSIDE 4が収録されたが、SIDE 5とSIDE 6のアリス・ファイナル・メッセージはカットされている。
2001年6月27日に『ALICE ALIVES!』のタイトルで『3人だけの後楽園 VERY LAST DAY』とのセットでCD4枚組で再発されたが、こちらでもアリス・ファイナル・メッセージはカットされている。
2009年12月23日に『アリス･ラスト･コンサート完全盤 (コンプリート)～アリス3606日 / 3人だけの後楽園～』のタイトルで、『3人だけの後楽園 VERY LAST DAY』とのセットに加え、アリス・ファイナル・メッセージも初めて収録され、SHM-CD仕様・5枚組の初回限定生産盤で発売された。

## 収録曲
- 全編曲:難波正司（特記以外）

### SIDE 1
1. LIBRA－右の心と左の心－(3分48秒)
  - 作詞・作曲:谷村新司
2. 荒ぶる魂－Soul on Burning Ice－(4分20秒)
  - 作詞:谷村新司／作曲:堀内孝雄
3. メドレー(6分07秒)
  - ジョニーの子守唄　作詞:谷村新司／作曲:堀内孝雄
  - 冬の稲妻　作詞:谷村新司／作曲:堀内孝雄
  - 今はもうだれも　作詞・作曲:佐竹俊郎
  - 涙の誓い　作詞・作曲:谷村新司
  - 今はもうだれも
4. マリー・ダーリン－Mary Darling－(3分48秒)
  - 作詞:谷村新司／作曲:堀内孝雄
5. メドレー(10分29秒)
  - スナイパー　作詞・作曲:谷村新司
  - 南回帰線　作詞:山川啓介／作曲:堀内孝雄

「スナイパー」は谷村のソロ・アルバム「黒い鷲」収録の「狙撃者」、「南回帰線」は堀内のシングルのアリスバージョン。

### SIDE 2
1. メシア－救世主－(5分00秒)
  - 作詞:谷村新司／作曲:矢沢透
2. 夢去りし街角(3分48秒)
  - 作詞:谷村新司／作曲:堀内孝雄
3. 秋止符(4分30秒)
  - 作詞:谷村新司／作曲:堀内孝雄
4. SILENT MAN－静かなる男－(4分20秒)
  - 作詞:谷村新司／作曲:堀内孝雄
5. ハドソン河－Hudson River－(6分12秒)
  - 作詞・作曲:谷村新司

### SIDE 3
1. CAT IN THE RAIN(5分38秒)
  - 作詞:谷村新司／作曲:矢沢透・難波正司
2. MOON SHADOW(5分40秒)
  - 作詞・作曲:谷村新司
3. ラ・カルナバル(6分48秒)
  - 作詞・作曲:谷村新司
4. 帰らざる日々(4分39秒)
  - 作詞・作曲:谷村新司／編曲:アリス
5. 狂った果実(3分43秒)
  - 作詞:谷村新司／作曲:堀内孝雄

### SIDE 4
1. エスピオナージ－Espionage－(5分11秒)
  - 作詞・作曲:谷村新司
2. 遠くで汽笛を聞きながら(4分18秒)
  - 作詞:谷村新司／作曲:堀内孝雄
3. チャンピオン(4分18秒)
  - 作詞・作曲:谷村新司
4. メドレー(13分01秒)
  - 風は風－Windy or Breezy－　作詞・作曲:谷村新司
  - 美しき絆－Hand in Hand－　作詞・作曲:谷村新司

### SIDE 5
1. アリス・ファイナル・メッセージ－10年の軌跡－(8分50秒)
Recorded at DRAGON STUDIO（HONG KONG POLYGRAM）1981.9.6

### SIDE 6
1. アリス・ファイナル・メッセージ－10年の軌跡－BGM：さらば青春の時(10分44秒)
Recorded at DRAGON STUDIO（HONG KONG POLYGRAM）1981.9.6